# Martin Beluský
Martin Beluský (* 17. dubna 1987) je slovenský politik a inženýr, v letech 2020 až 2023 poslanec Národní rady SR za ĽSNS.

## Život
Narodil se v dubnu 1987. Absolvoval studium na Slovenské technické univerzitě v Bratislavě a získal inženýrský titul, v roce 2014 nebo 2015 získal také titul Ph.D. na Materiálovotechnologické fakultě Slovenskej technickej univerzity v Trnavě. V roce 2015 se uváděl jako generální ředitel v Piešťanech.

### Politické působení
V parlamentních volbách v roce 2016 byl zvolen poslancem Národní rady, když kandidoval na 2. místě kandidátní listiny ĽSNS. V evropských volbách v roce 2019 byl lídrem kandidátní listiny ĽSNS. Ačkoliv strana získala 12,07 % hlasů a dva poslanecké mandáty, díky preferenčním hlasům připadly druhému Milanu Mazurkovi a třetímu Miroslavu Radačovskému (oba přitom krátce po volbách spolupráci s ĽSNS ukončili). V parlamentních volbách v roce 2020 kandidoval na 3. místě kandidátní listiny strany Kotlebovci – Ľudová strana Naše Slovensko. Získal 30 316 preferenčních hlasů a byl opět zvolen poslancem Národní rady Slovenské republiky.
V únoru 2023 Beluský při projevu poslance SaS Mariána Viskupiče zkolaboval a byl ve vážném, ale stabilizované stavu převezen do nemocnice. Přímo v budově Národní rady musel být ještě před příjezdem záchranářů resuscitován. Ministr obrany Jaroslav Naď přesto téhož dne uvedl, že neviděl důvod k přerušení schůze. Beluský podstoupil několik dní po incidentu operaci srdce. V parlamentních volbách v roce 2023 na kandidátní listině ĽSNS svůj mandát obhajoval, získal 7 362 preferenčních hlasů, ale nebyl zvolen (ĽSNS nezískala žádný mandát).